# Naryn (flod)
Narun er en 807 km centralasiatisk flod som udspringer i Tian Shan-bjergene i Kirgisistan og løber mod vest gennem Ferganadalen ind i Usbekistan. Her løber den sammen med Kara-Darja og danner Syr-Darja.
Der er adskillige opdæmninger til vandkraftværker langs Naryn. Toktogul-dæmningen har det største reservoir med et volumen på 19 km³ og et areal på 284 km².
41°49′05″N 78°02′40″Ø / 41.818161°N 78.0445°Ø